# Ли, Сандра
Сандра Ли (англ. Sandra Lee, известна как Dr. Pimple Popper) — известный американский врач-дерматолог, поддерживающая собственный канал на YouTube.

## Биография
Училась в Калифорнийском университете в Лос-Анджелесе, по окончании которого посещала медицинскую школу Drexel University College of Medicine в Филадельфии, штат Пенсильвания. Жила в Спрингфилде, штат Иллинойс; затем переехала в Сан-Диего, Калифорния, чтобы продолжить свои опыты с лазерной, дерматологической и косметической хирургией.
В настоящее время проживает в родном городе и вместе со своим мужем — доктором Джеффри Ребишем работают кожными терапевтом и хирургом.
В 2010 году Сандра начала загружать на YouTube видео своих работ, делая это до 2015 года. Затем она приобрела популярность на Instagram: в обмен на письменное разрешение клиента публикации видео, Ли предлагает своим пациентам скидки или бесплатное лечение.
В 2017 году она выпустила свою линию продуктов по уходу за кожей — SLMD Skincare Products, включающую моющее средство против акне и лосьон с ретинолом.
Сандра Ли является сертифицированным дерматологом и членом Американской академии дерматологии, Американской академии косметической хирургии, Американского общества дерматологической хирургии и Американского общества Mohs-хирургии.
За работой Ли следят почти три миллиона человек, при этом общее количество зрителей составило более миллиарда. Она помогает людям в понимании кожных проблем и их лечении. В её планах — открытие нового офиса в Северной Америке — Торонто, Канада.